# Bhoodan

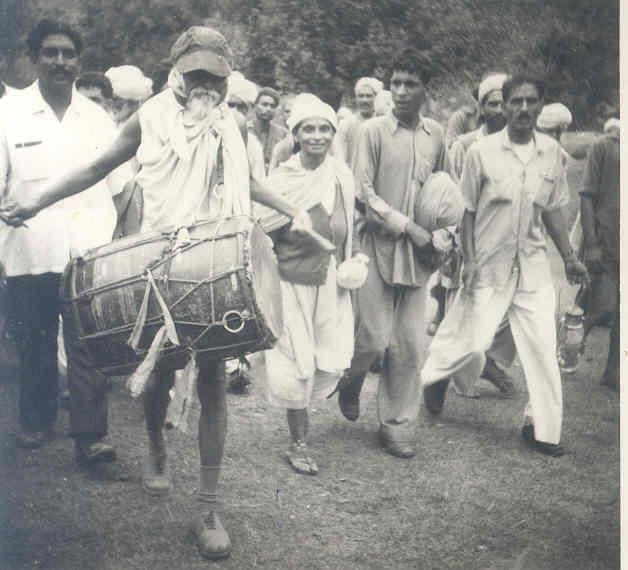
Vinoba Bhave nel 1951 nel corso di una marcia a supporto del Bhoodan

Il movimento del Bhoodan (in inglese Land-Gift Movement) fu un movimento volontario di riforma agraria che prese avvio nel 1951 per iniziativa di Acharya Vinoba Bhave nel villaggio Indiano di Pochampally (Telangana), noto per questo anche come Bhoodhan Pochampally. 

## Metodo
Lo scopo del Bhoodan era quello di premettere ai proprietari terrieri benestanti di donare volontariamente una certa percentuale dei propri terreni alla persone appartenenti alle caste inferiori.
Bhave percorse l'India a piedi e, come è stato abbondantemente documentato, riuscì ad essere piuttosto persuasivo. Nel corso della propria azione egli fu costantemente accompagnato dalla folla pressoché ovunque si recasse. Filosoficamente Vinoba Bhave fu direttamente influenzato dal Movimento del Sarvodaya (benessere per tutti) del suo maestro, il Mahatma Gandhi; Vinoba considerava il Bhoodan una naturale estensione del Sarvodaya.
Il fine ultimo del movimento, come affermato nelle sue memorie, era quello di arrivare ad uno sviluppo olistico delle persone coinvolte. Il progetto del Boodhan fu successivamente appoggiato da varie organizzazioni politiche indiane, anche non gandhiane, da alcune ONG europee come ASSEFA o il Movimento sviluppo e pace, e ricevette anche un certo supporto dalla legislazione di alcuni degli Stati federali che compongono l'India.

## Controversie sull'efficacia del Bhoodan
Come esperimento di giustizia sociale a base volontaria il Bhoodan provocò nel mondo reazioni di ammirazione. È quasi fuori discussione che esso creò in India un'atmosfera sociale favorevole la quale presagiva le successive attività di riforma della legislazione fondiaria. Esso ebbe anche un effetto tangibile sulla vita di molte persone, essendo stati donati circa 20.000 km²  (più di 5 milioni di acri).
Il Bhoodan fallì però nel raggiungere l'ambizioso obiettivo che si era prefisso inizialmente e cioè quello di raccogliere 50 milioni di acri (200.000 km²).